# Usman Ghani
Usman Ghani (paschtunisch غني عثمان; * 20. November 1996 in Afghanistan) ist ein afghanischer Cricketspieler, der seit 2014 für die afghanische Nationalmannschaft spielt.

## Kindheit und Ausbildung
Ghani spielte als Teil der Vertretung Afghanistans bei der ICC U19-Cricket-Weltmeisterschaft 2014.

## Aktive Karriere
Sein Debüt in der Nationalmannschaft gab er bei der ACC Premier League 2014, als er gegen Hongkong (70 Runs) und gegen die Vereinigten Arabischen Emirate (55 Runs) jeweils ein Fifty erzielte. Im ersten der Spiele wurde er als Spieler des Spiels ausgezeichnet. Im Juli folgte dann eine Tour in Simbabwe, wobei er sein erstes Century über 118 Runs aus 143 Bällen erreichte. Daraufhin wurde er für den Cricket World Cup 2015 nominiert, konnte dort jedoch nicht überzeugen. Im Oktober 2015 absolvierte er sein erstes Twenty20 in Simbabwe und konnte in der Serie ein Fifty über 65 Runs erzielen. Kurz darauf erreichte er gegen Oman ein Fifty über 69 Runs. In der Folge spielte er vorwiegend Twenty20s für das afghanische Nationalteam. So war er Teil des Teams beim Asia Cup 2016 und beim ICC World Twenty20 2016, konnte jedoch jeweils nicht herausragen. Daraufhin wurde er nur noch vereinzelt bei Touren eingesetzt. 
Beim Ahmad Shah Abdali 4-day Tournament 2017/18 gab er sein First-Class-Cricket Debüt für die Band-e-Amir Region. Im Februar 2019 gelang ihm gegen Irland ein Half-Century über 73 Runs. Während der Shpageeza Cricket League 2020 spielte er für die Band-e-Amir Dragons und war bei dem Turnier der beste Batter der Liga. Im März 2021 erzielte er 49 Runs gegen Simbabwe und hatte so großen Anteil am Seriengewinn. Er wurde im November dann für den ICC Men’s T20 World Cup 2021 nominiert, kam dort jedoch nicht zum Einsatz. Ab März 2022 spielte er wieder regelmäßiger im Team. Im August erreichte er in Irland ein Fifty über 59 Runs. Damit sicherte er sich die Kadernominierung für den ICC Men’s T20 World Cup 2022. Dort erzielte er gegen England 30 und gegen Sri Lanka 27 Runs.